# Tactusa minor
Tactusa minor là một loài bướm đêm thuộc họ Erebidae. Nó được tìm thấy ở miền bắc Thái Lan.
Sải cánh dài khoảng 11 mm. 